# Йоахімув
Йоахімув (пол. Joachimów) — село в Польщі, у гміні Седльці Седлецького повіту Мазовецького воєводства.
Населення — 99 осіб (2011).
У 1975-1998 роках село належало до Седлецького воєводства.

## Демографія
Демографічна структура станом на 31 березня 2011 року:
|          | Загалом | Допрацездатний вік | Працездатний вік | Постпрацездатний вік |
| -------- | ------- | ------------------ | ---------------- | -------------------- |
| Чоловіки | 60      | 16                 | 34               | 10                   |
| Жінки    | 39      | 11                 | 21               | 7                    |
| Разом    | 99      | 27                 | 55               | 17                   |